# Миколаївська сільська рада (Сумський район)
Микола́ївська сільська́ ра́да — колишній орган місцевого самоврядування в Сумському районі Сумської області. Адміністративний центр — село Миколаївка.

## Загальні відомості
- Населення ради: 1 212 особи (станом на 2001 рік)

## Населені пункти
Сільській раді підпорядковані населені пункти:
- с. Миколаївка
- с. Спаське

## Склад ради
Рада складалася з 16 депутатів та голови.
- Голова ради: Самотой Сергій Володимирович
- Секретар ради: Непийвода Вікторія Віталіївна

### Керівний склад попередніх скликань
| Прізвище, ім'я, по батькові  | Основні відомості                                                                     | Дата обрання | Дата звільнення |
| ---------------------------- | ------------------------------------------------------------------------------------- | ------------ | --------------- |
| Самілик Микола Григорович    | Сільський голова, 1954 року народження, член Всеукраїнського об'єднання «Батьківщина» | 26.03.2006   | 31.10.2010      |
| Самотой Сергій Володимирович | Сільський голова, 1959 року народження, освіта середня спеціальна, безпартійний       | 31.10.2010   |                 |

Примітка: таблиця складена за даними сайту Верховної Ради України